# Parc naturel Putna-Vrancea
Le Parc naturel Putna-Vrancea (en roumain Parcul Natural Putna - Vrancea) est une aire protégée (parc naturel de la catégorie V IUCN) située en Roumanie, sur le territoire administratif du comté de Vrancea.

## Localisation
Le parc naturel est situé dans les monts Vrancea (appartenant aux Carpates orientales), dans la partie nord-est du comté de Vrancea, dans le bassin hydrographique de la rivière Putna.

## Description
Le parc naturel Putna-Vrancea avec une superficie de 30 204 ha a été déclaré aire protégée par la Décision du Gouvernement numéro 2151 du 30 novembre 2004 (publié dans Monitorul Oficial numéro 38 du 12 janvier 2005) et représente une zone montagneuse (zone de montagnes, failles, canyons, cascades, vallées, forêts, pâturages) avec une grande variété de la flore et la faune spécifique aux Carpates.